# Макау (микрорегион)

Макау на карте.

Макау (порт. Microrregião de Macau) — микрорегион в Бразилии, входит в штат Риу-Гранди-ду-Норти. Составная часть мезорегиона Центр штата Риу-Гранди-ду-Норти. Население составляет 	52 508	 человек (на 2010 год). Площадь — 	1904,348	 км². Плотность населения — 	27,57	 чел./км².

## Демография
Согласно сведениям, собранным в ходе переписи 2010 г. Национальным институтом географии и статистики (IBGE), население микрорегиона составляет:						
| Полное население                             | Полное население                             | Полное население                             | Полное население                             | 52 508 |
| -------------------------------------------- | -------------------------------------------- | -------------------------------------------- | -------------------------------------------- | ------ |
| в том числе:                                 | Городское население                          | 34 543                                       | Процент городского населения, %              | 65,79  |
|                                              | Сельское население                           | 17 965                                       | Процент сельского населения, %               | 34,21  |
|                                              | Мужское население                            | 26 163                                       | Процент мужского населения, %                | 49,83  |
|                                              | Женское население                            | 26 345                                       | Процент женского населения, %                | 50,17  |
| Плотность населения, чел/км²                 | Плотность населения, чел/км²                 | Плотность населения, чел/км²                 | Плотность населения, чел/км²                 | 27,57  |
| Население микрорегиона в % к населению штата | Население микрорегиона в % к населению штата | Население микрорегиона в % к населению штата | Население микрорегиона в % к населению штата | 1,66   |

## Статистика
- Валовой внутренний продукт на 2003 год составляет 970 079 461,00 реалов (данные: Бразильский институт географии и статистики).
- Валовой внутренний продукт на душу населения на 2003 год составляет 21 567,02 реалов (данные: Бразильский институт географии и статистики).
- Индекс развития человеческого потенциала на 2000 год составляет 0,666 (данные: Программа развития ООН).

## Состав микрорегиона
В составе микрорегиона включены следующие муниципалитеты:
1. Кайсара-ду-Норти
2. Галиньюс
3. Гуамаре
4. Сан-Бенту-ду-Норти